# Babacar Niasse
Babacar Niasse Mbaye (Dacar, 20 de dezembro de 1996) é um futebolista mauritano que atua como goleiro. Atualmente defende o Guingamp e a Seleção Mauritana.

## Carreira em clubes
Inicialmente, Niasse jogava como meia-atacante, mas decidiu virar goleiro devido à sua altura (1,95m). Formado na Aspire Academy, se profissionalizou no Eupen (Bélgica) em 2015. Em 4 temporadas com os Pandas, foram 40 partidas oficiais disputadas.
Em agosto de 2019, assinou por 3 anos com o Tondela, tendo atuado em 75 jogos pela equipe (somando todas as competições). Em julho de 2023, foi contratado pelo Guingamp, da Ligue 2 (segunda divisão francesa), por 2 temporadas.

## Carreira internacional
Nascido em Dacar, Niasse disputou 2 jogos pela seleção Sub-17 do Senegal em 2011, ambos pelo Campeonato Africano da categoria.
Estreou pela Seleção Mauritana em março de 2022, na vitória por 2 a 1 sobre Moçambique. Foi convocado para a Copa Africana de 2023, atuando nos 4 jogos da equipe, que surpreendeu ao derrotar a Argélia por 1 a 0 (primeira vitória da Mauritânia na história da competição) e conquistou também a inédita classificação para as oitavas-de-final como um dos melhores terceiros colocados, sendo ainda escolhido o melhor em campo.. A campanha dos Mourabitounes foi encerrada com a derrota por 1 a 0 para Cabo Verde, após Niasse cometer pênalti sobre Gilson Tavares no final da partida.